# Stepan Sarpaneva
Stepan Sarpaneva (nacido en febrero de 1970 en Turku) es un relojero finlandés.

## Carrera
Sarpaneva se matriculó en 1989 en la Escuela Finesa de Relojería (conocida en finés como "Kelloseppäkoulu"),( donde obtuvo su título en relojería en 1992. Continuó sus estudios en Suiza, cursando el Programa de Formación y Educación de Relojeros de Suiza [(WOSTEP).
En Suiza desde 1994, ha trabajado para varias marcas de relojes, como Piaget, Parmigiani, Vianney Halter y Christophe Claret. En Parmigiani, fue la mano derecha del legendario relojero finlandés Kari Voutilainen.

### Sarpaneva Watches
En 2003, regresó a Finlandia y fundó una empresa llamada Sarpaneva Watches en la antigua fábrica de cables (Kaapelitehdas) en Helsinki, donde fabrica relojes de manera artesanal. Al año siguiente, también fundó S.U.F Helsinki (SarpanevaUhrenFabrik) para fabricar y vender grandes cantidades de relojes más asequibles. Inicialmente, el 80% de su trabajo era para Christophe Claret, pero desde 2007, se dedica a la fabricación de sus propios relojes a tiempo completo.
Los relojes Sarpaneva son conocidos por sus peculiares diseños neogóticos. En contraste, los relojes S.U.F Helsinki se inspiran en paisajes finlandeses, leyendas y pioneros de la ingeniería, o la velocidad y el diseño; con temas como el avión de combate finlandés de la Segunda Guerra Mundial VL Myrsky, el submarino finlandés Vetehinen, el legendario motociclista Jarno Saarinen y el concepto finlandés de sisu.
Estos relojes se fabrican principalmente con acero de origen local, porque, según Stepan, no hay muchos colores en su mundo y, en cambio, el acero adquiere su belleza mediante diversos acabados, como el pulido, el lijado o el cepillado.

## Reconocimientos
- En 2009, Stepan Sarpaneva recibió el Premio de diseño Red Dot por su reloj Korona K3 Black Moon con fases lunares y, a finales de ese mismo año, dos premios Good Design[10] del Chicago Athenaeum.

- En 2018 y 2019, recibió gran reconocimiento por la creación de un calibre de fase lunar extremadamente preciso llamado Sarpaneva Moonment®, utilizado en el modelo de reloj Sarpaneva Lunations.[11][12] Solo necesita ajustarse con un día de errorcada 14 000 años. Se lanzó con la correspondiente aplicación móvil para iPhone, ideada para facilitar el seguimiento de las fases lunares.[13]

## Otros
El padre de Stepan Sarpaneva era el artista joyero Pentti Sarpaneva, y su tío, el diseñador industrial Timo Sarpaneva.